# Сервіїв мур

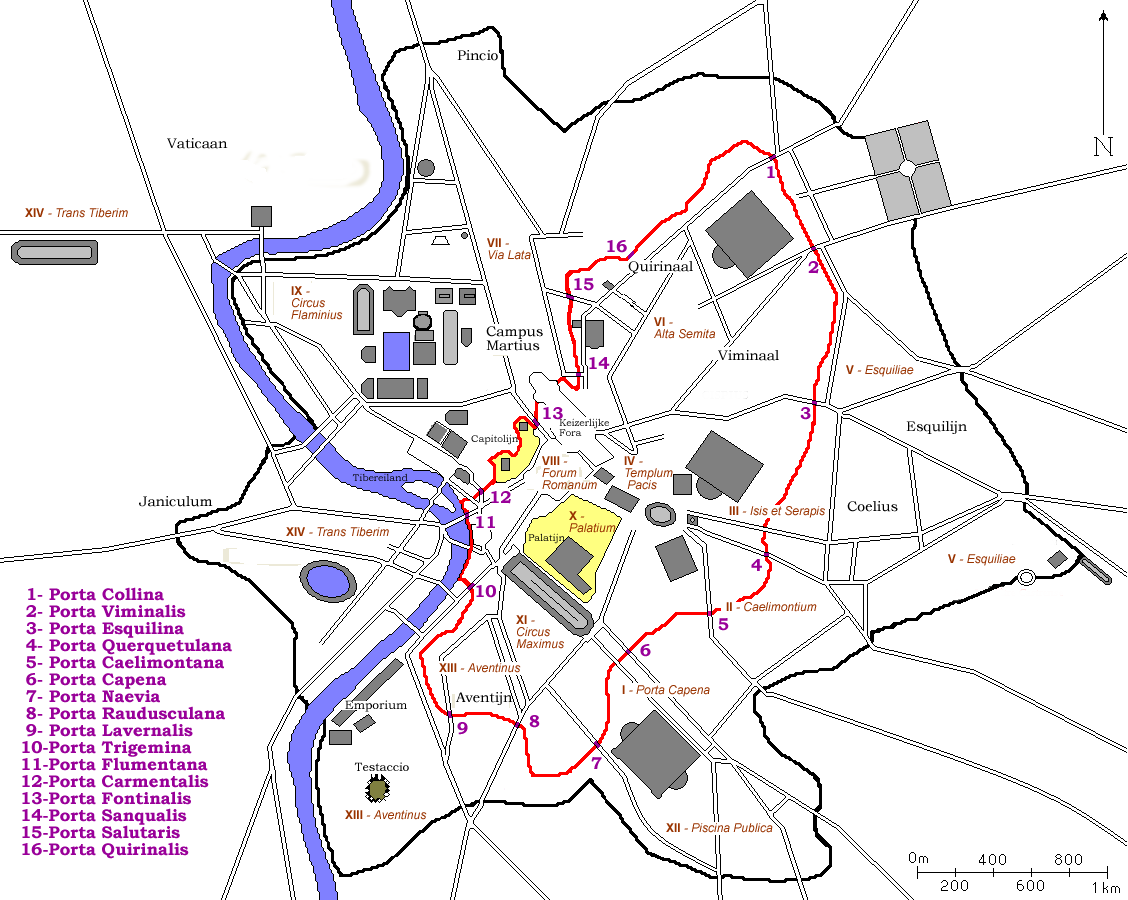
Сервіїв мур на карті Рима (позначено червоною лінією)

Сервіїв мур (лат. Murus Servii Tullii) — римський оборонний мур.

## Історія
Перші оборонні мури Риму за легендою збудував цар Сервій Туллій в середині VI століття до н. е.. Фрагменти Сервієвого муру, що збереглися, датуються IV століттям до н. е. Оборонний мур можливо звели після вторгнення в Рим галлів близько 390 до н. е.
Руїни Сервієвого муру можна побачити в різних місцях міста: біля вокзалу Терміні (Вал Тарквінія та Вімінальські ворота), на П'яцца-деі-Чінквеченто, на Авентіні на віа Ансельмо, на Капітолії, на віа Кардуччі і П'яцца-Маньянаполі.
Мур IV століття до н. е. звели з блоків туфу, довжина муру становила 11 км, висота 10 м і замикала район близько 426 гектарів, що включав пагорби Рима — Капітолій, Палатин, Квіринал, Вімінал, Авентін, Целій, Есквілін.

## Галерея

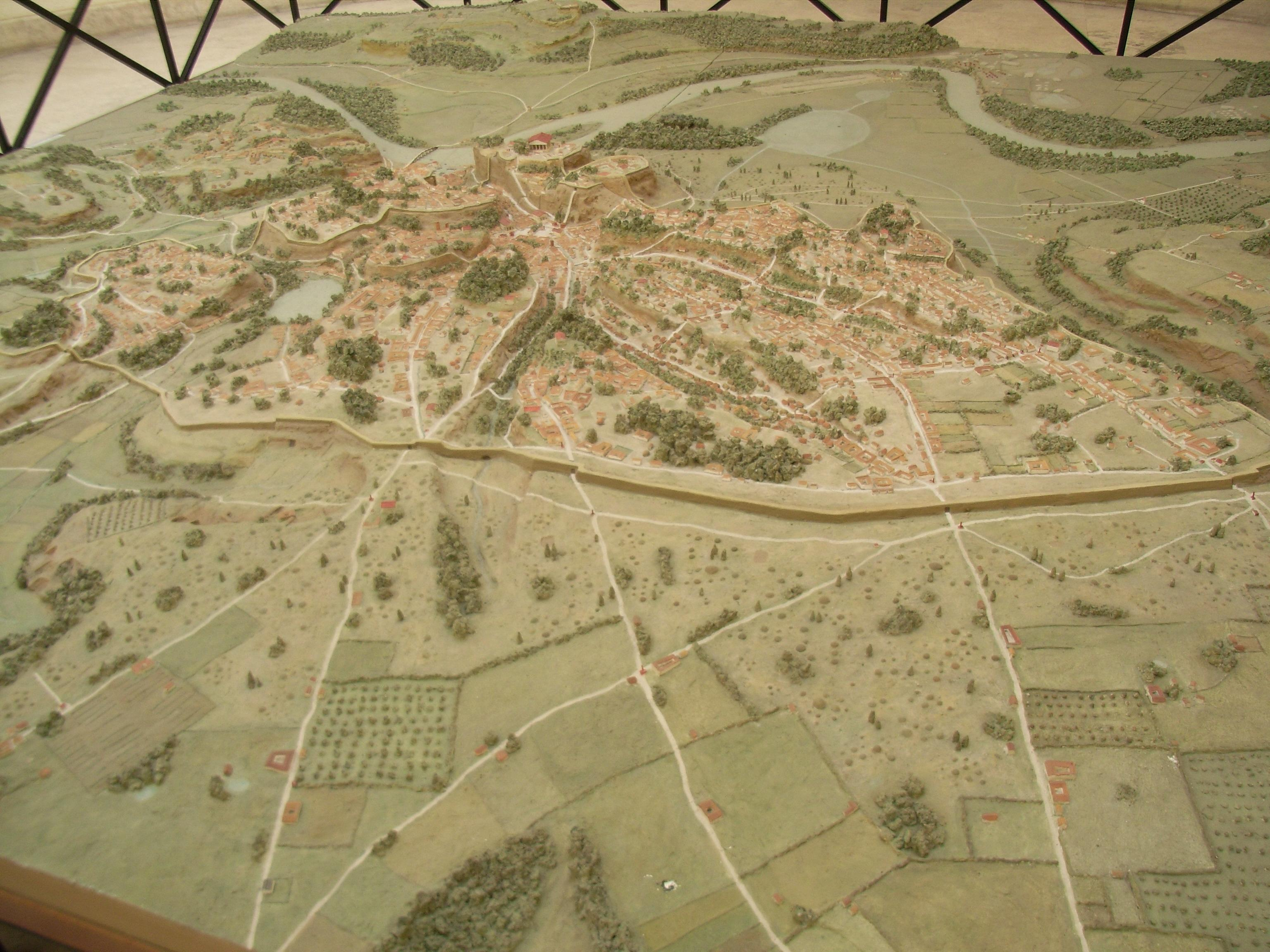
План
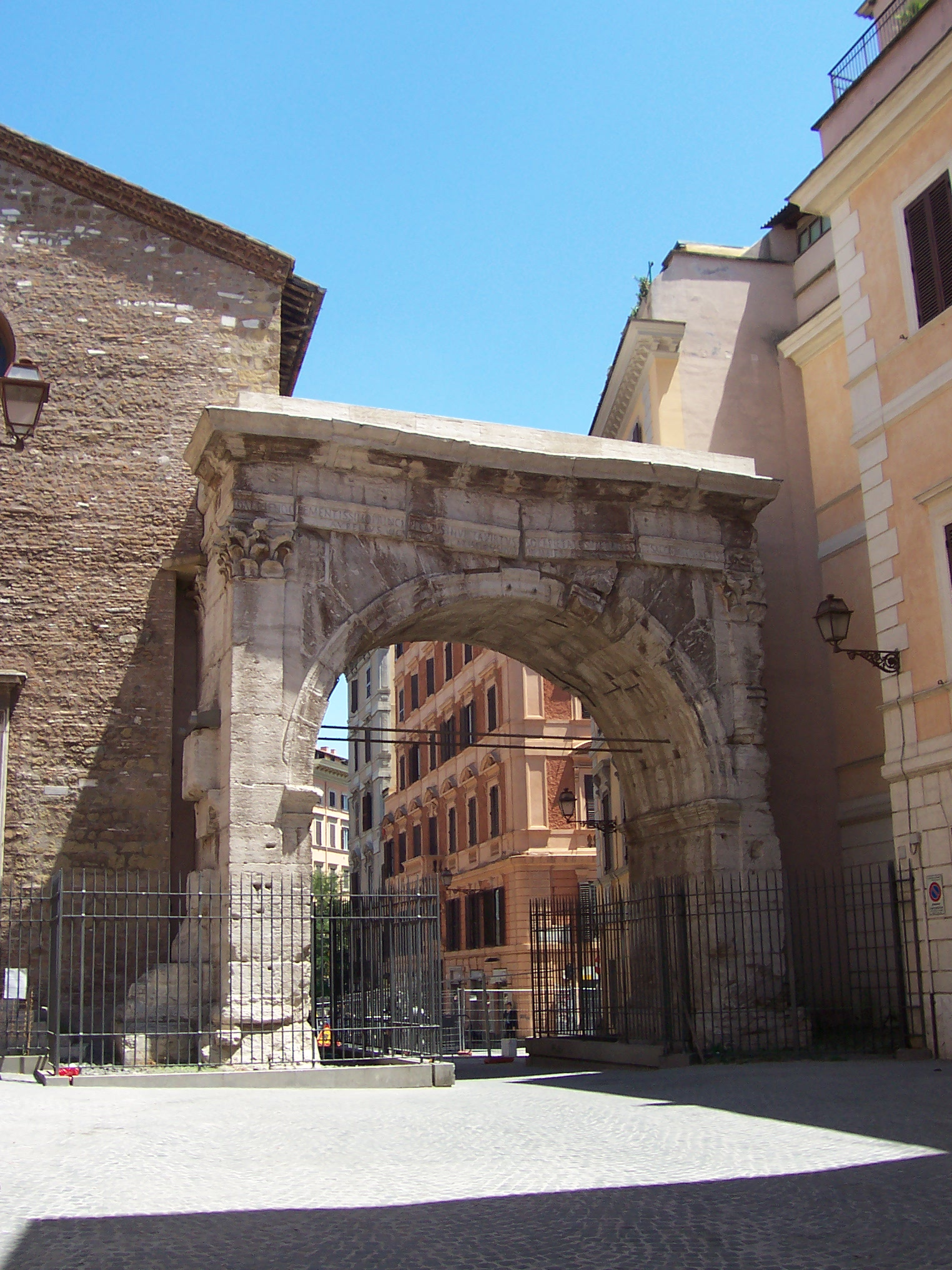
Есквілінські ворота
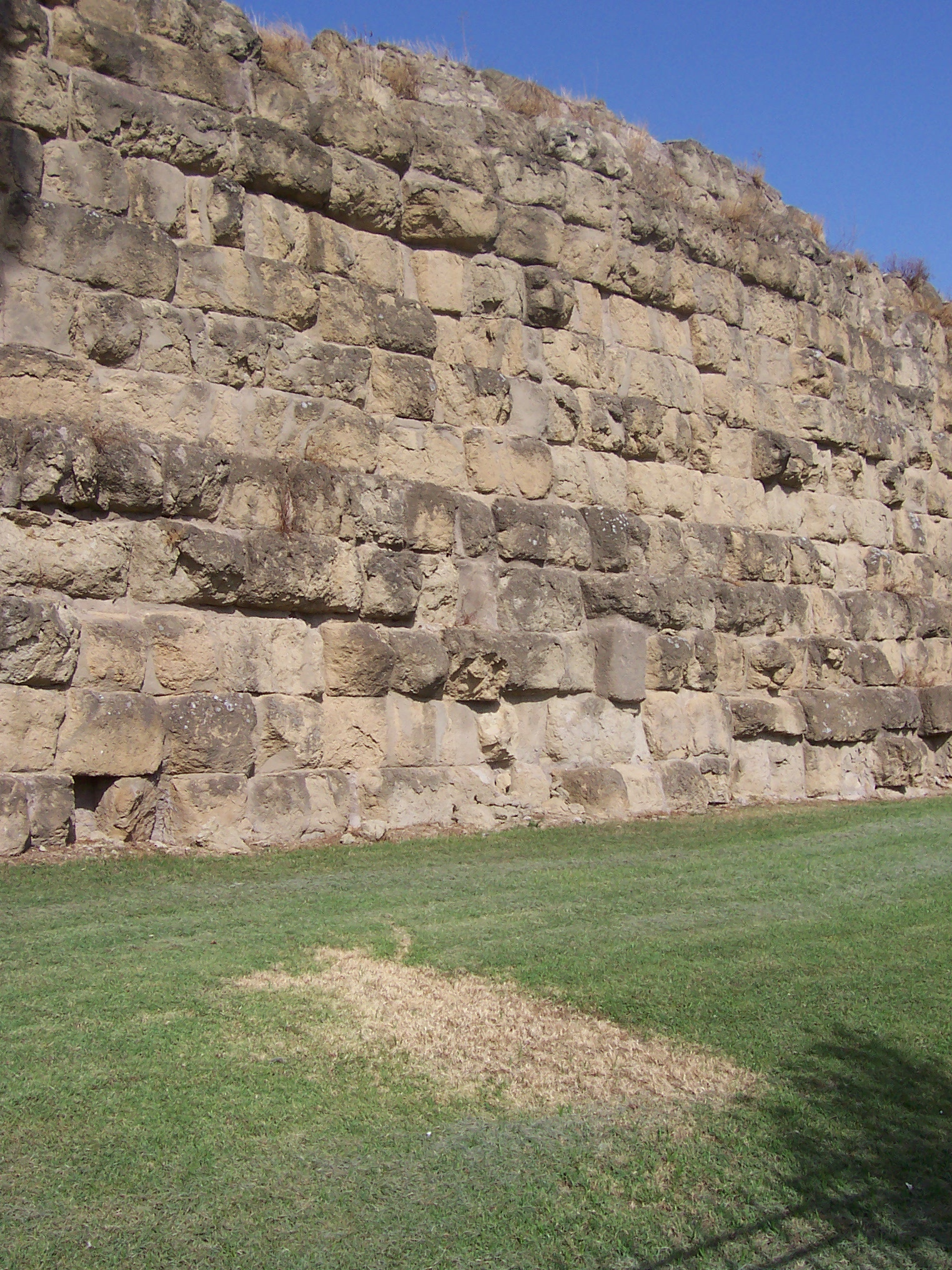
Сервіїв мур біля вокзалу Терміні
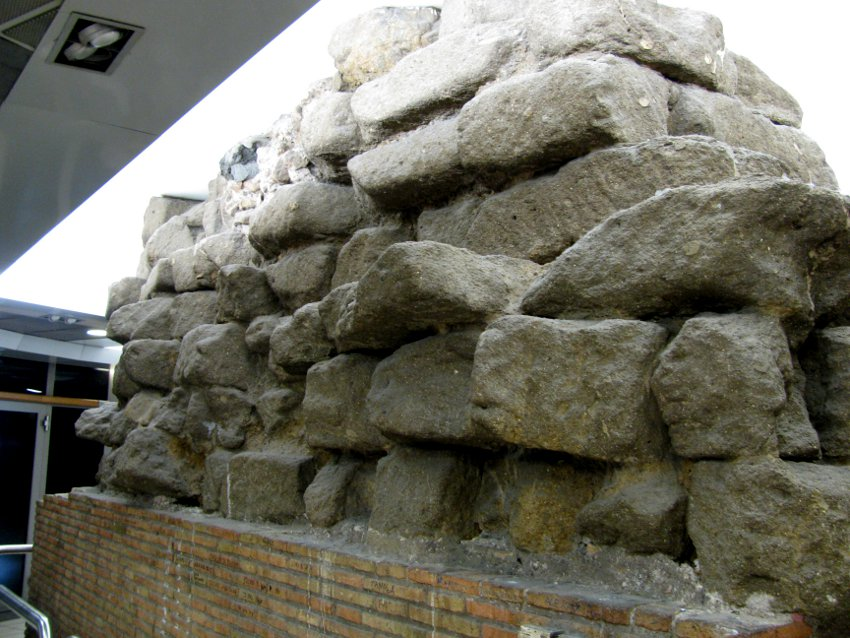
Сервіїв мура біля вокзалу Терміні
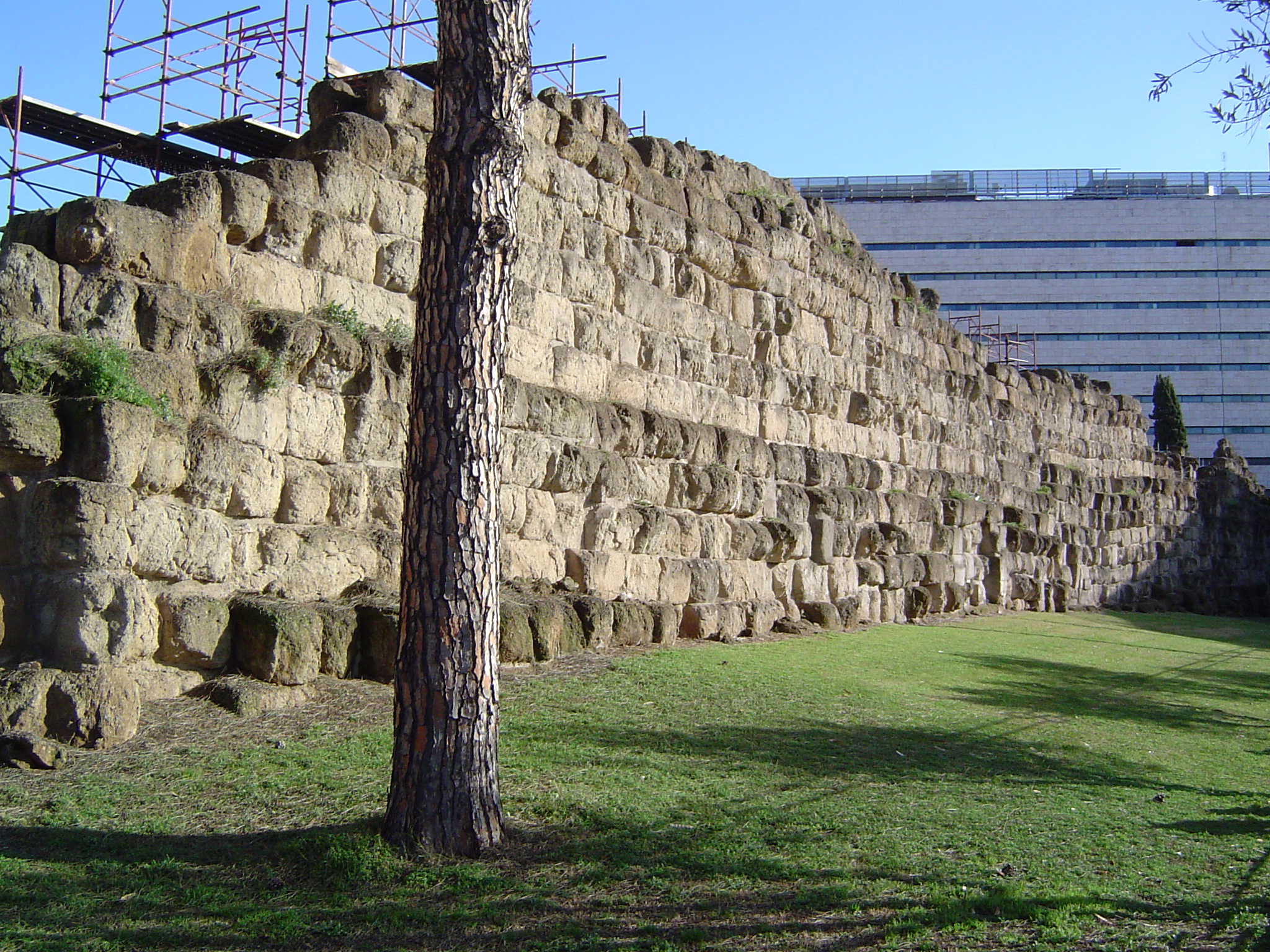
Сервіїв мур
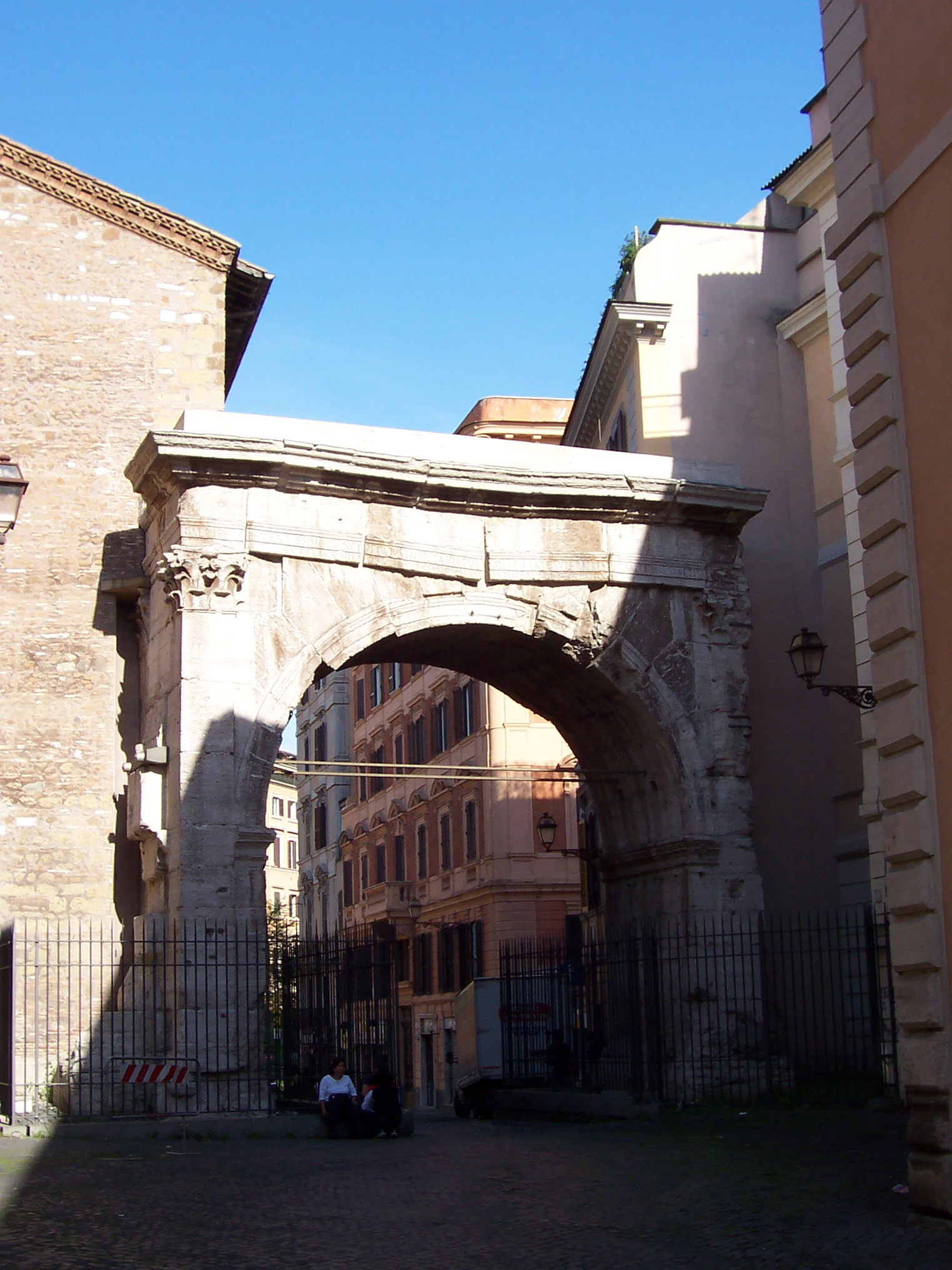
Есквілінські ворота (Арка Галлієна)
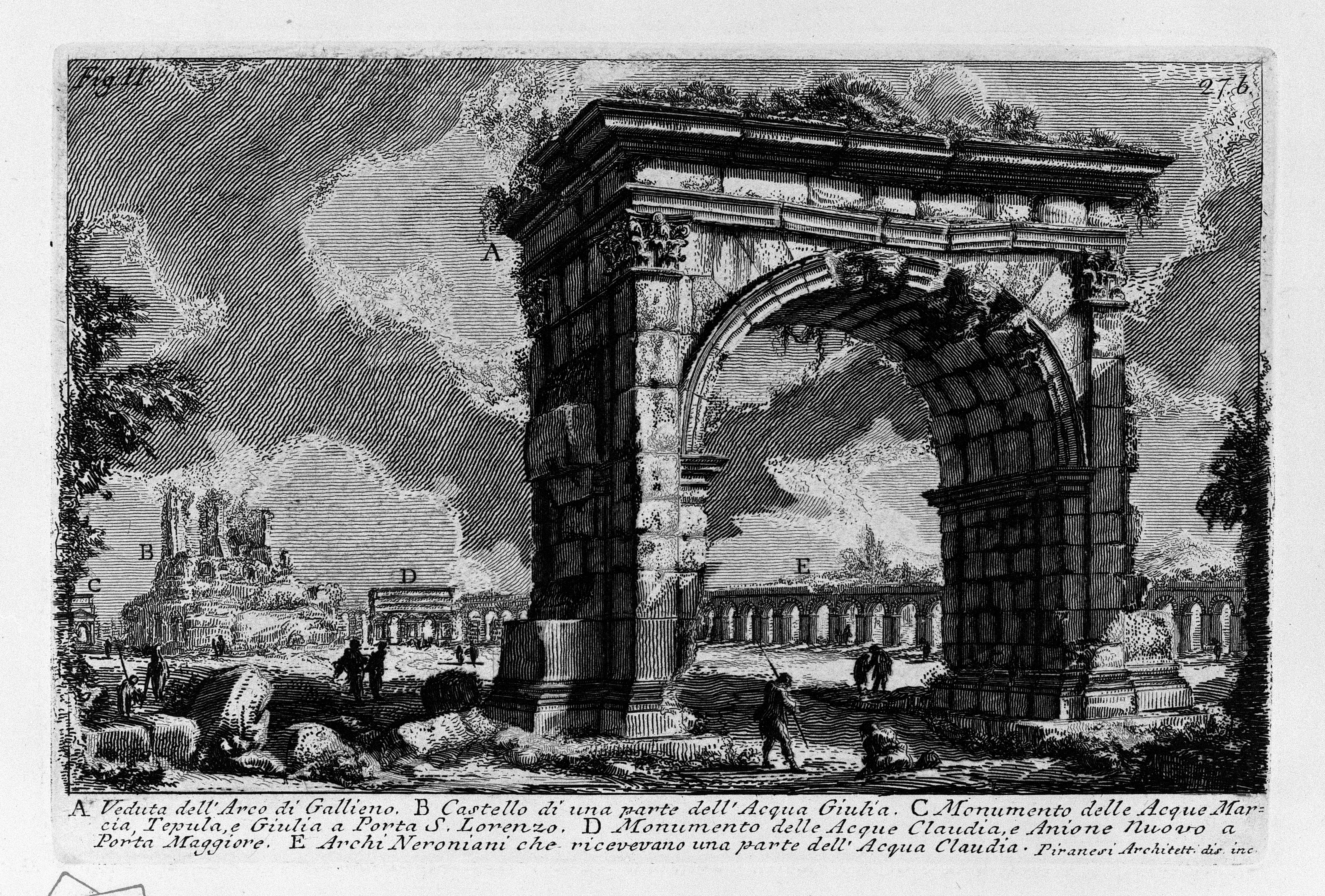
Есквілінські ворота (Арка Галлієна)
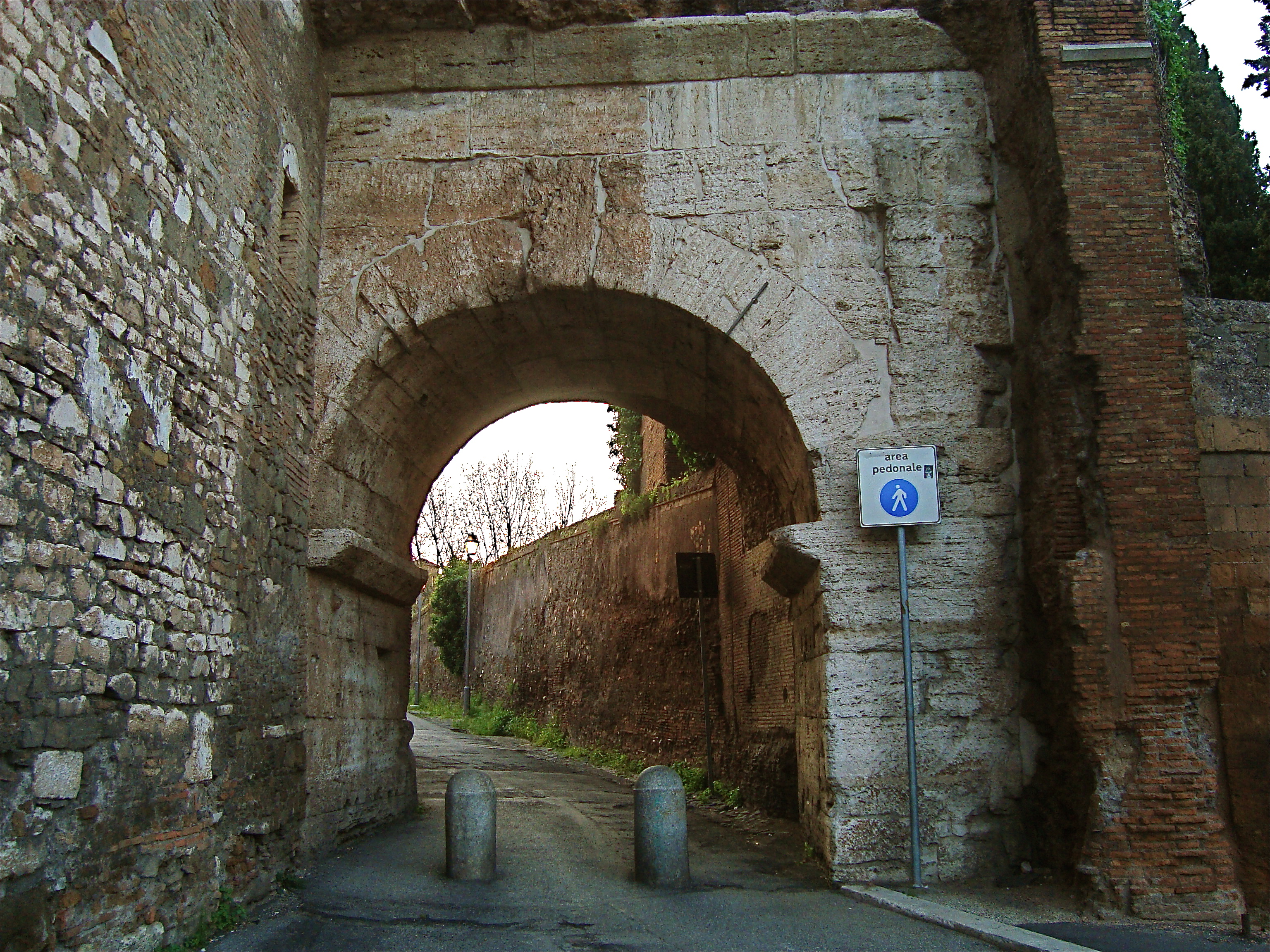
Целімонтанські ворота (Арка Долабелли)
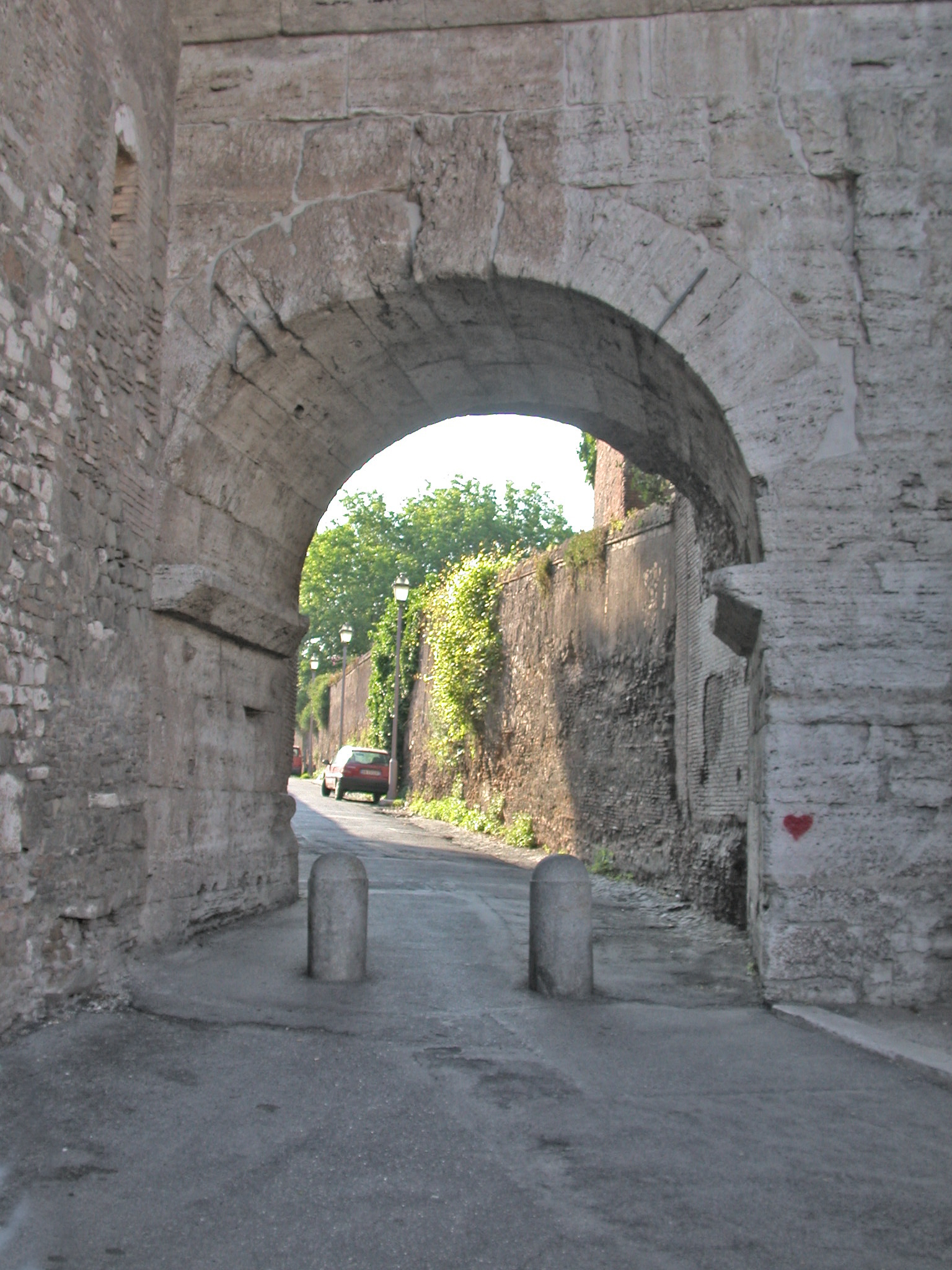
Целімонтанські ворота (Арка Долабелли)
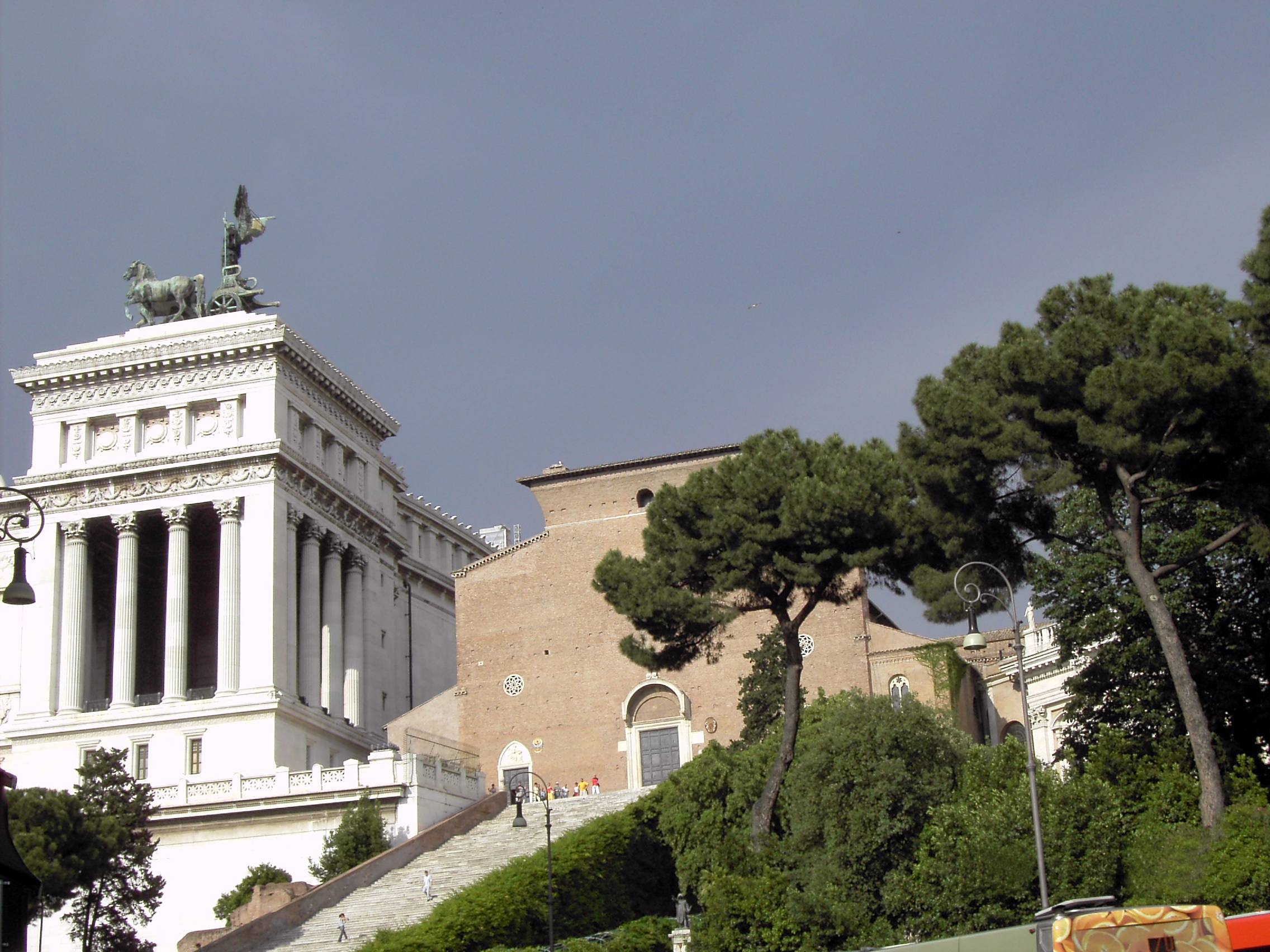
За Вітторіано
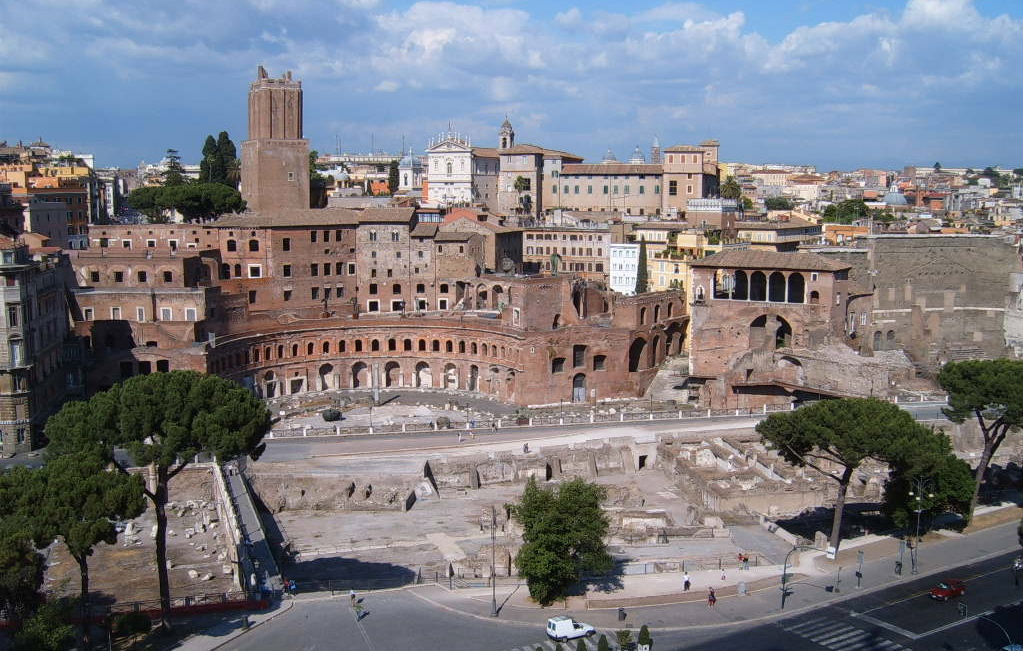
Форум і ринок Траяна з Вітторіано
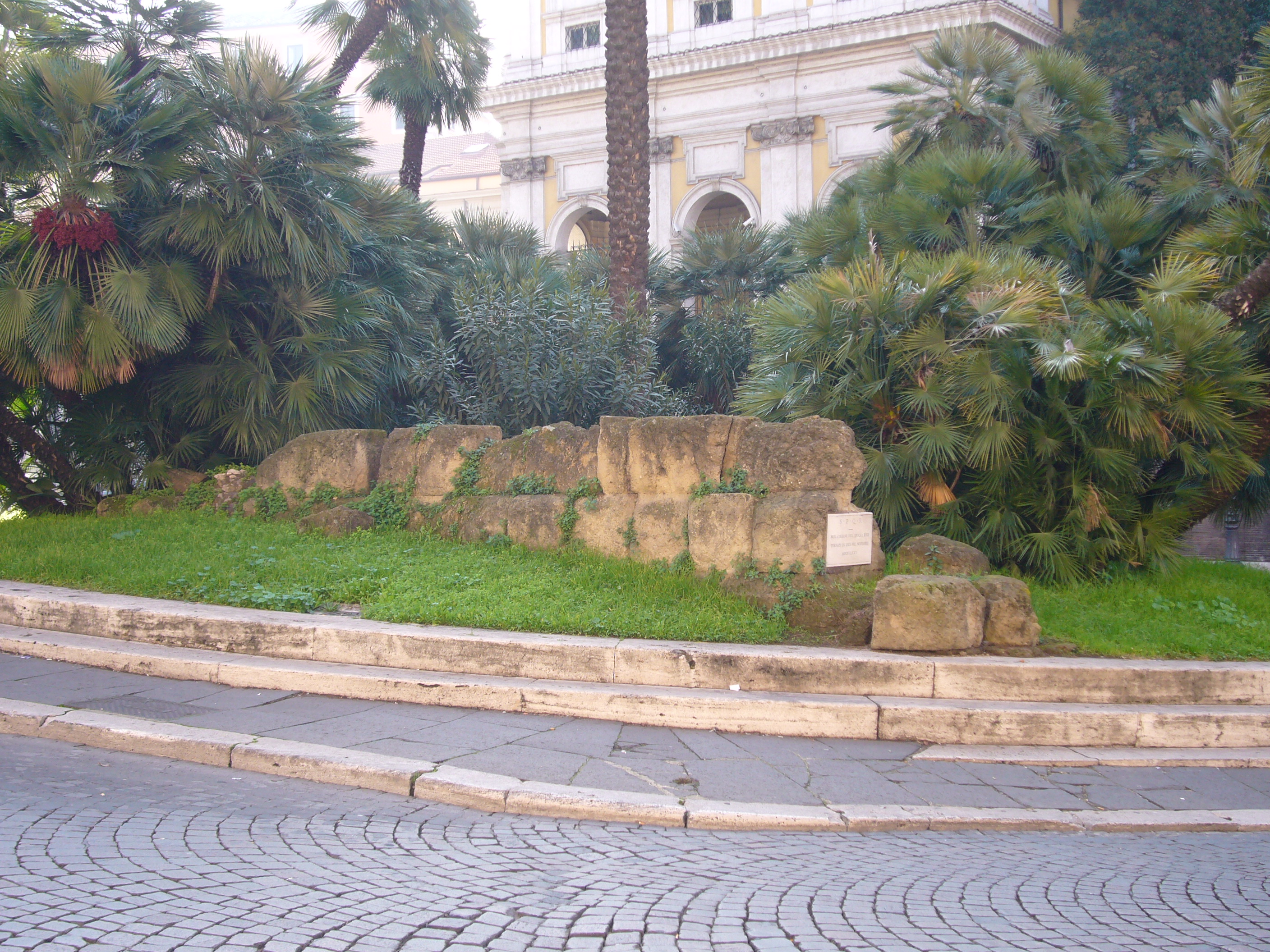
Мур на вулиці Маньянаполі
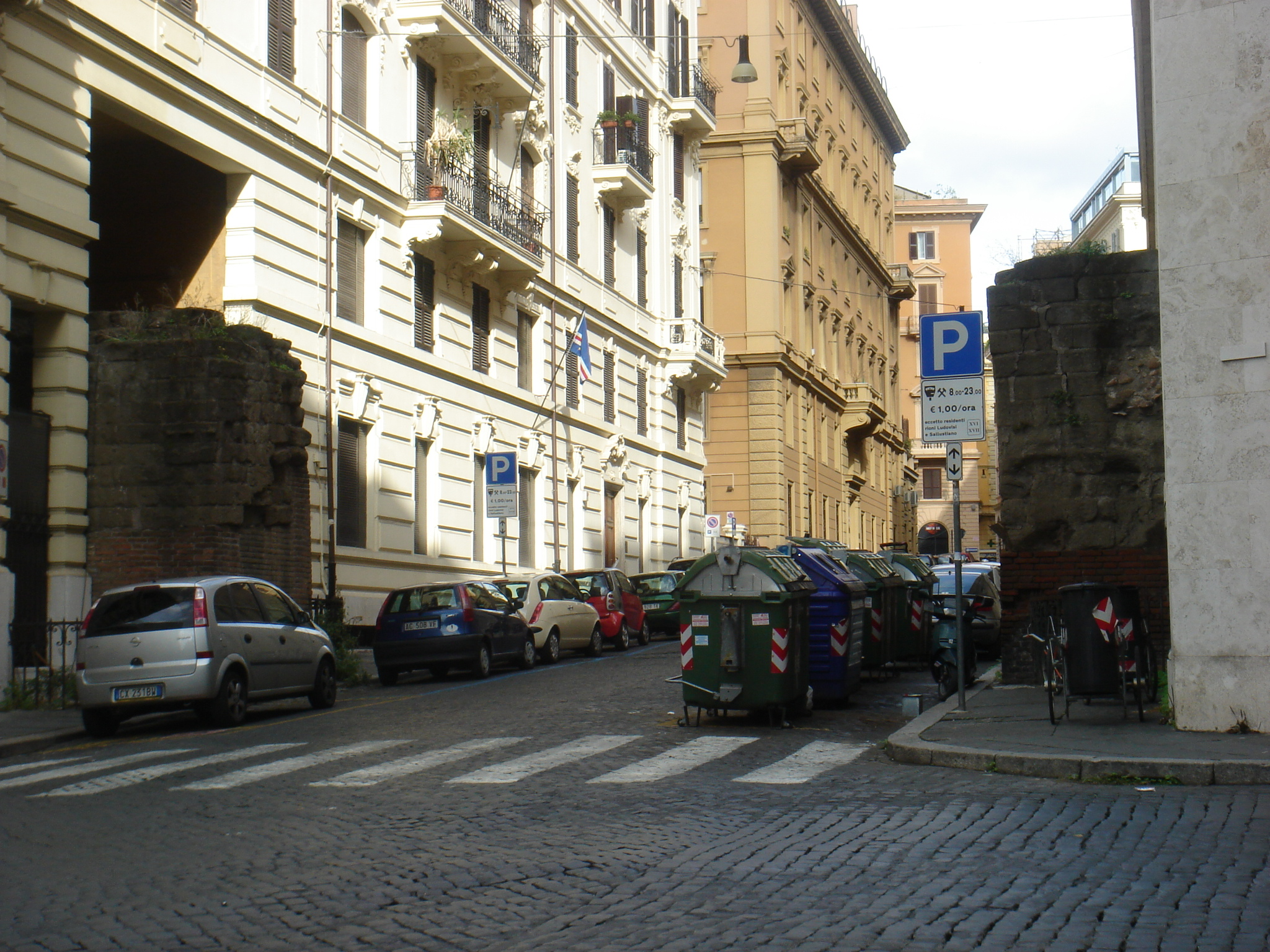
Мур на вулиці Кардуччі
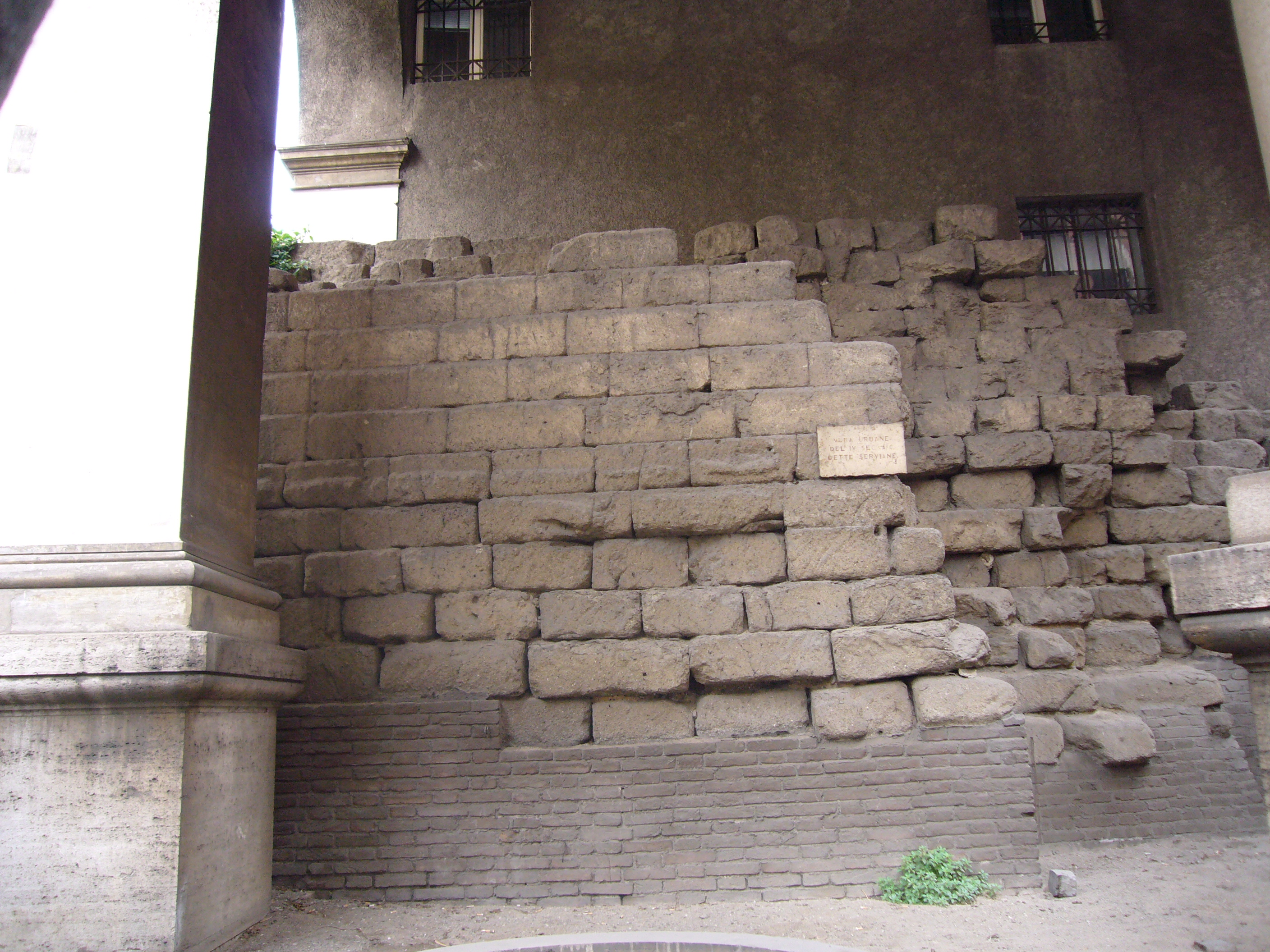
Мур на вулиці Саландра